# Abbaye Saint-Séverin de Château-Landon
L’abbaye Saint-Séverin est un ancien édifice religieux catholique situé à Château-Landon, en France. Il est protégé aux monuments historiques, une partie inscrite depuis 1926, une autre classée depuis 1937.

## Statut patrimonial et juridique
L’édifice fait l’objet d’une protection au titre des monuments historiques : le bâtiment conventuel fait l’objet d’une inscription depuis 1926, les restes de l’église, du cloître et de la crypte, d’un classement depuis 1937.